# 萩御殿
萩御殿（はぎごてん）は、愛知県瀬戸市に明治時代の間、存在していた展望台。

## 概要
瀬戸市一帯は窯業が盛んであり、江戸時代から燃料として地域の森林が伐採され続けたため、明治時代初期にははげ山が広がる状況となった。はげ山からは激しい土砂流出が生じたため、1900年（明治33年）、愛知県はアメリゴ・ホフマンらの指導により、本格的な復旧工事（現代の治山事業に相当）に着手。山腹や渓流への土木工事（治山ダムや土留工）、植栽（アカマツやハンノキ）などを行った。この一大土木事業の光景を観察しに、多くの見学者が訪れるようになったことから、現在の瀬戸南公園の高台に木造平屋建ての展望台が建設された。これが後の萩御殿である。
工事は成功裏に終わり、数年後にははげ山が復旧する兆しが見え始めた。1910年（明治43年）には皇太子（後の大正天皇）の行啓があり、展望台から復旧された山々を観察したことから、萩御殿の名がついた。萩御殿は史跡となったが、やがては喪失したものの地名（萩殿町）として残った。2004年（平成16年）、愛知県が周辺の再整備を行った際に、萩御殿の存在した周辺に東屋が立てられた。